# Ewan McGregor
Ewan Gordon McGregor, OBE (n. 31 martie 1971, Perth, Scoția, Regatul Unit) este un actor scoțian, cunoscut pentru interpretarea personajului Obi-Wan Kenobi în trilogia de tip "prequel" a seriei Star Wars. Un alt rol pe care l-a mai interpretat a fost Il Camerlengo în filmul Îngeri și demoni.

## Biografie

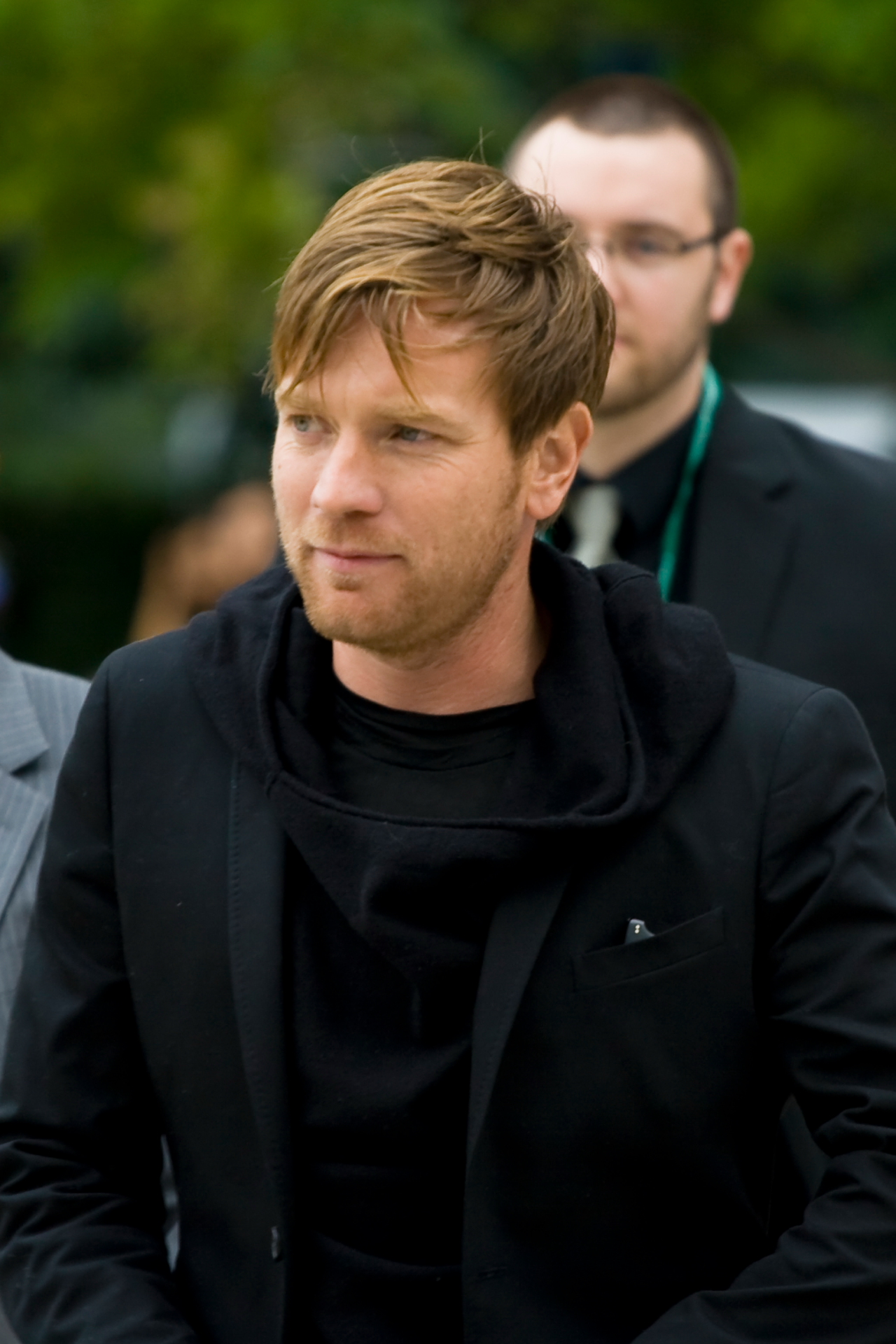
McGregor la premiera The Men Who Stare at Goats, la Festivalul Internațional de Film de la Toronto 2009

După terminarea școlii, Ewan McGregor pentru a-și însuși mai bine dramaturgia, va lucra la teatrul Perth Repertory, iar ulterior în Londra la Guildhall School of Music and Drama. Ewan înainte de absolvirea școlii joacă roluri în filme TV ca Lipstick on your Collar și Being Human care va și primul său rol jucat în film cinematografic. Cunoscut devine el prin filmul Trainspotting, ecranizarea romanului cu același nume.

## Filmografie

### Film
| An   | Titlu                                        | Rol                               | Note                                       |
| ---- | -------------------------------------------- | --------------------------------- | ------------------------------------------ |
| 1994 | Being Human                                  | Alvarez                           |                                            |
| 1994 | Shallow Grave                                | Alex Law                          |                                            |
| 1995 | Blue Juice                                   | Dean Raymond                      |                                            |
| 1996 | Trainspotting                                | Mark Renton                       |                                            |
| 1996 | The Pillow Book                              | Jerome                            |                                            |
| 1996 | Emma                                         | Frank Churchill                   |                                            |
| 1996 | Brassed Off                                  | Andy Barrow                       |                                            |
| 1997 | Nightwatch                                   | Martin Bells                      |                                            |
| 1997 | The Serpent's Kiss                           | Meneer Chrome                     |                                            |
| 1997 | A Life Less Ordinary                         | Robert Lewis                      |                                            |
| 1998 | Desserts                                     | Stroller                          | Scurtmetraj                                |
| 1998 | Velvet Goldmine                              | Curt Wild                         |                                            |
| 1998 | Little Voice                                 | Billy                             |                                            |
| 1999 | Star Wars: Episode I – The Phantom Menace    | Obi-Wan Kenobi                    |                                            |
| 1999 | Rogue Trader                                 | Nick Leeson                       |                                            |
| 1999 | Eye of the Beholder                          | Stephen Wilson/The Eye            |                                            |
| 1999 | Tube Tales                                   | None                              | Și regizor: segmentul "Bone"               |
| 2000 | Anno Donimi                                  | The Stranger                      | Scurtmetraj                                |
| 2000 | Nora                                         | James Joyce                       | Și co-producător                           |
| 2001 | Moulin Rouge!                                | Christian                         |                                            |
| 2001 | Black Hawk Down                              | SPC John Grimes                   |                                            |
| 2002 | Star Wars: Episode II – Attack of the Clones | Obi-Wan Kenobi                    |                                            |
| 2002 | Solid Geometry                               | Phil                              | Scurtmetraj                                |
| 2003 | Down with Love                               | Catcher Block                     |                                            |
| 2003 | Young Adam                                   | Joe Taylor                        |                                            |
| 2003 | Faster                                       | Narator                           | Voce                                       |
| 2003 | Big Fish                                     | Edward Bloom (tânăr)              |                                            |
| 2005 | Robots                                       | Rodney Copperbottom               | Voce                                       |
| 2005 | Star Wars: Episode III – Revenge of the Sith | Obi-Wan Kenobi                    |                                            |
| 2005 | Valiant                                      | Valiant                           | Voce                                       |
| 2005 | The Island                                   | Lincoln Six Echo / Tom Lincoln    |                                            |
| 2005 | Stay                                         | Dr. Sam Foster                    |                                            |
| 2006 | Stormbreaker                                 | Ian Rider                         |                                            |
| 2006 | Scenes of a Sexual Nature                    | Billy                             |                                            |
| 2006 | Miss Potter                                  | Norman Warne                      |                                            |
| 2007 | Cassandra's Dream                            | Ian Blane                         |                                            |
| 2008 | I, Lucifer                                   | Declan Gunn                       |                                            |
| 2008 | Incendiary                                   | Jasper Black                      |                                            |
| 2008 | Deception                                    | Jonathan McQuarry                 |                                            |
| 2009 | Angels & Demons                              | Camerlengo Father Patrick McKenna |                                            |
| 2009 | I Love You Phillip Morris                    | Phillip Morris                    |                                            |
| 2009 | The Men Who Stare at Goats                   | Bob Wilton                        |                                            |
| 2009 | Amelia                                       | Gene Vidal                        |                                            |
| 2010 | The Ghost Writer                             | The Ghost Writer                  | Alt titlu: The Ghost                       |
| 2010 | Nanny McPhee and the Big Bang                | Rory Green                        |                                            |
| 2010 | Jackboots on Whitehall                       | Chris                             | Voce                                       |
| 2010 | Beginners                                    | Oliver Fields                     |                                            |
| 2011 | Perfect Sense                                | Michael                           |                                            |
| 2011 | Fastest                                      | Narator                           | Voce                                       |
| 2011 | Haywire                                      | Kenneth                           |                                            |
| 2012 | Salmon Fishing in the Yemen                  | Dr. Alfred Jones                  |                                            |
| 2012 | The Impossible                               | Henry Bennett                     |                                            |
| 2013 | Jack the Giant Slayer                        | Elmont                            |                                            |
| 2013 | August: Osage County                         | Bill Fordham                      |                                            |
| 2014 | A Million Ways to Die in the West            | Cowboy at Fair                    | Cameo                                      |
| 2014 | Son of a Gun                                 | Brendan Lynch                     |                                            |
| 2015 | Mortdecai                                    | Inspector Alistair Martland       |                                            |
| 2015 | Last Days in the Desert                      | Yeshua / Satan                    |                                            |
| 2015 | Miles Ahead                                  | Dave Brill                        |                                            |
| 2015 | Star Wars: The Force Awakens                 | Obi-Wan Kenobi                    | Voce, cameo                                |
| 2016 | Jane Got a Gun                               | John Bishop                       |                                            |
| 2016 | Our Kind of Traitor                          | Peregrine "Perry" Makepeace       |                                            |
| 2016 | American Pastoral                            | Seymour "Swede" Levov             | Și regizor debut regizoral (în lungmetraj) |
| 2017 | T2 Trainspotting                             | Mark Renton                       |                                            |
| 2017 | Beauty and the Beast                         | Lumière                           |                                            |
| 2018 | Zoe                                          | Cole                              |                                            |
| 2018 | Christopher Robin                            | Christopher Robin                 |                                            |
| 2019 | Doctor Sleep                                 | Danny "Dan" Torrance              |                                            |
| 2019 | Star Wars: The Rise of Skywalker             | Obi-Wan Kenobi                    | Voce, cameo                                |
| 2020 | Păsări de pradă și fantastica Harley Quinn   | Roman Sionis / Black Mask         |                                            |
| 2021 | The Birthday Cake                            | Father Kelly                      |                                            |
| 2022 | Raymond & Ray                                | Raymond                           |                                            |
| 2022 | Pinocchio                                    | Sebastian J. Cricket              | Voce                                       |

### Televiziune
| An   | Titlu                                                         | Rol                                                              | Note                              |
| ---- | ------------------------------------------------------------- | ---------------------------------------------------------------- | --------------------------------- |
| 1993 | Lipstick on Your Collar                                       | PTE Mick Hopper                                                  | 6 episoade                        |
| 1993 | Scarlet and Black                                             | Julien Sorel                                                     | Mini-serial TV                    |
| 1994 | Doggin Around                                                 | Tom Clayton                                                      | Film TV                           |
| 1995 | Kavanagh QC                                                   | David Robert Armstrong                                           | Episodul: "Nothing But the Truth" |
| 1996 | Karaoke                                                       | Young Man                                                        | Episodul: "Tuesday"               |
| 1996 | Tales from the Crypt                                          | Ford                                                             | Episodul: "Cold War"              |
| 1997 | ER                                                            | Duncan Stewart                                                   | Episodul: "The Long Way Around"   |
| 2002 | The Polar Bears of Churchill with Ewan McGregor               | Rolul său                                                        | Documentar, serie                 |
| 2004 | Long Way Round                                                | Rolul său                                                        | Documentar, serie                 |
| 2007 | Long Way Down                                                 | Rolul său                                                        | Documentar, serie                 |
| 2010 | The Battle of Britain                                         | Rolul său                                                        | Documentar                        |
| 2012 | Ewan McGregor: Cold Chain Mission                             | Rolul său                                                        | Documentar                        |
| 2012 | Bomber Boys                                                   | Rolul său                                                        | Documentar                        |
| 2012 | The Corrections                                               | Chip Lambert                                                     | Episod pilot nedifuzat            |
| 2013 | Hebrides: Islands on the Edge                                 | El însuși ca narator (voce)                                      | Documentar, serie                 |
| 2015 | Doll & Em                                                     | Rolul său                                                        | 2 episoade                        |
| 2016 | Highlands: Scotland's Wild Heart                              | Rolul său ca narator (voce)                                      | Documentar, serie                 |
| 2017 | Fargo                                                         | Emmit Stussy / Ray Stussy / Android Minsky's Scientist Companion | Main role, 10 episodes            |
| 2020 | Long Way Up                                                   | Rolul său                                                        | Documentar, serie                 |
| 2021 | Halston                                                       | Halston                                                          | Miniserial, 5 episoade            |
| 2021 | Jerusalem: City of Faith and Fury Rolul său ca narator (voce) | Documentar, serie                                                |                                   |
| 2022 | Obi-Wan Kenobi                                                | Obi-Wan Kenobi                                                   | Miniserial, 6 episoade            |